# Velkolom Čertovy schody

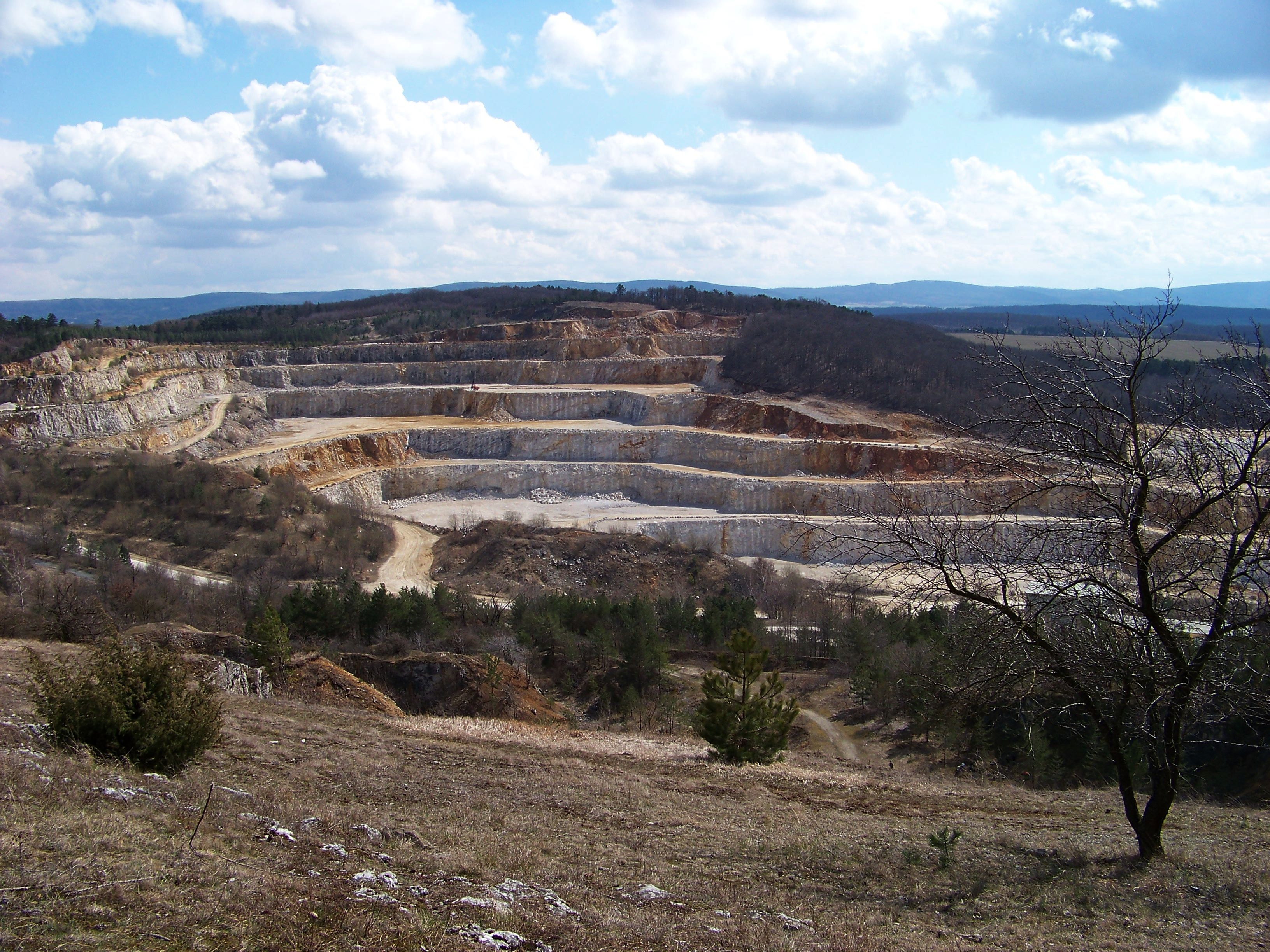
Velkolom Čertovy schody von der Koněpruské jeskyně gesehen (2013)

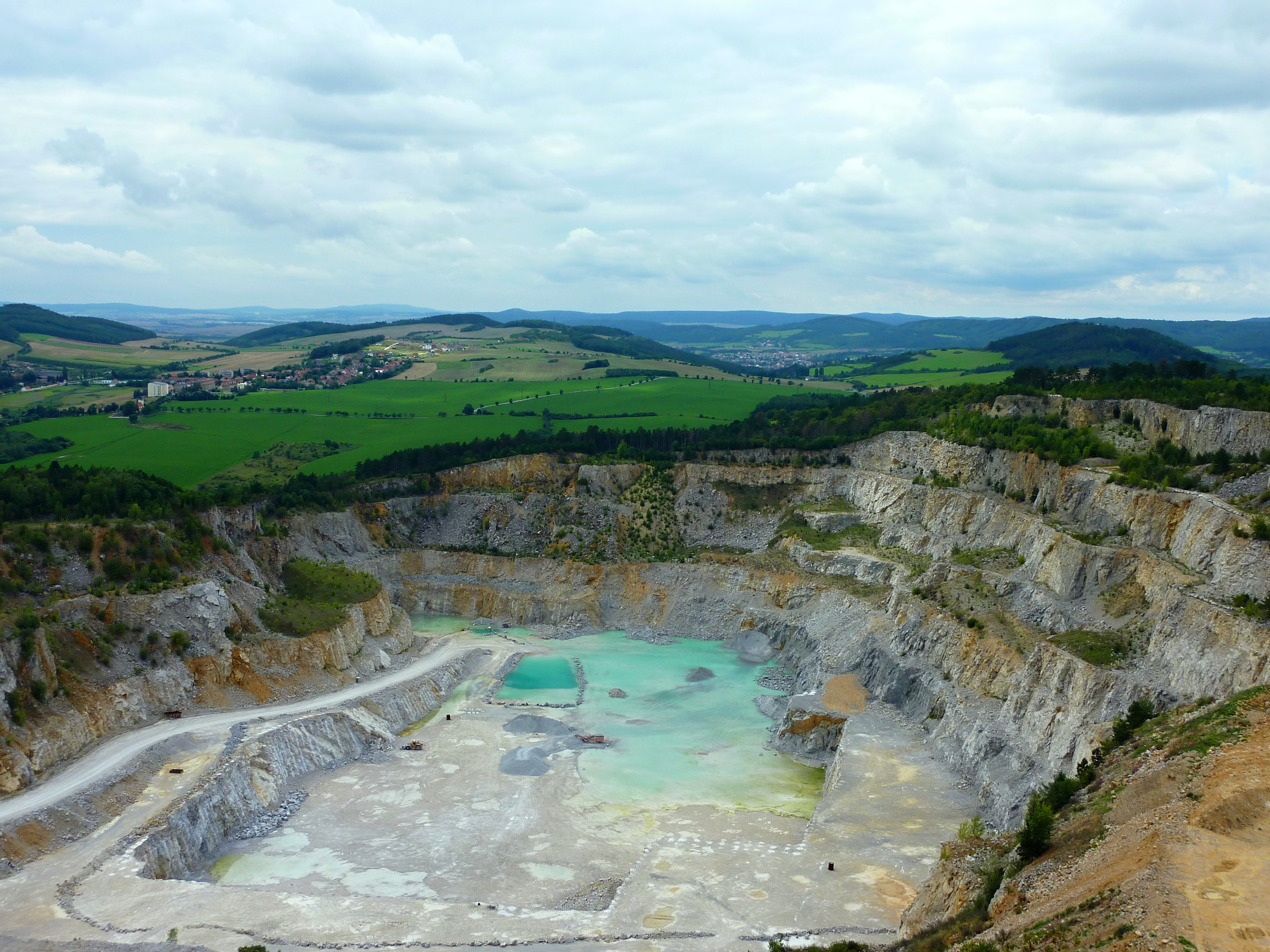
Abbaufeld VČS – západ vor der Rekultivierung (2011)

Der Velkolom Čertovy schody (VČS) ist ein Kalktagebau bei Beroun in Tschechien.

## Geschichte
Der Velkolom Čertovy schody (deutsch: Teufelstreppe) wurde nach einem Beschluss der tschechoslowakischen Regierung vom 22. Februar 1956 begründet. Nach diesem Beschluss war der Aufschluss eines Großsteinbruches zwischen Zlatý kůň und Kotýz vorgesehen, der alle bis dahin bestehenden Steinbrüche in diesem Areal vereinen sollte. Der Kalksteinabbau begann 1956 an der Südwand des 1891 begonnenen Steinbruches Císařský lom.
Im Tal des Suchomastský potok bei Tmaň wurden Anfang der 1960er-Jahre die Aufbereitungsanlage mit fünf Schachtöfen eingerichtet. Der Abtransport des gebrannten Kalkes erfolgt seit dem 31. Januar 1961 über eine fünf Kilometer lange, normalspurige Industriebahn, die ihren Beginn bei Králův Dvůr an der Bahnstrecke Praha–Plzeň hat. Die seit 1898 bestehende Kleinbahn Königshof–Beraun–Koněprus wurde 1962 abgebrochen.
Im Jahr 1987 wurde das heute genutzte Abbaufeld VČS – východ an der Anhöhe Újezdce aufgeschlossen. Im ursprünglichen Abbaufeld VČS – západ kam der Abbau in den 1990er-Jahren zum Erliegen. Bis 2013[veraltet] soll der Bereich renaturiert und in einen Geopark einbezogen werden.
Betreiber des Steinbruches ist die Firma Vápenka Čertovy schody a.s., die zur Lhoist-Gruppe gehört.